# 辉根托
辉根托（1909年2月1日—1991年9月13日），柬埔寨政治家。
辉根托于1948年短暂担任新闻大臣。1948年至1949年担任教育大臣。1951年短暂再任教育大臣。1951年至1952年任柬埔寨首相。
1970年朗诺政变后，辉根托对政变表示支持，被西哈努克归为“朗诺卖国集团”成员之一。1975年红色高棉占领金边之前流亡法国，后死于巴黎。